# Luckenwalde
Luckenwalde település Németországban, azon belül Brandenburgban. Lakosainak száma 21 000 fő (2023. december 31.).

## Népesség
A település népességének változása:
| Lakosok száma | 26 544 | 22 389 | 20 471 | 20 586 | 20 535 | 20 839 | 21 000 |
|               | 1990   | 2000   | 2010   | 2020   | 2021   | 2022   | 2023   |